# Колаволь, Антуан
Антуан Иджи Колаволь (фр. Antoine Idji Kolawolé; род. 1946, Кету, Бенин) — бенинский государственный деятель. Министр иностранных дел Бенина с 1998 по 2003 год. Председатель парламента Бенина с 2003 по 2007 год.

## Биография
Антуан Иджи Колаволь родился в 1946 году, в городе Кету. Во времена президентства Матьё Кереку он занимал пост министра иностранных дел с мая 1998 года по май 2003 года, после чего ушёл в отставку. На парламентских выборах в марте 2003 года его партия, «Африканское движение за развитие и прогресс» (MADEP), поддержала Кереку, и 25 апреля 2003 года Колаволь был избран председателем бенинского парламента. В сентябре 2005 года он был назначен кандидатом в президенты от партии MADEP на президентских выборах 2006 года. Тогда он занял пятое место с 3,25 % голосов в первом туре. По итогам выборов в марте 2007 года он уступил пост председателя Матурину Наго, а сам был переизбран в качестве обычного парламентария в составе Альянса за динамичную демократию. На выборах 2015 года Антуан был вновь переизбран в парламент.